# Dirofilaria ursi
Dirofilaria ursi ist ein Fadenwurm, der beim Amerikanischen Schwarzbär und beim Kragenbär parasitiert. Ähnlich wie bei anderen Dirofilarien besteht eine Endosymbiose mit Bakterien der Gattung Wolbachia. Als Überträger fungieren Kriebelmücken, insbesondere Simulium venustum. Selten kann auch der Mensch als Fehlwirt befallen werden, bei dem der Parasit Unterhautknoten verursachen kann. Bei Bären besiedelt der Wurm zunächst das Gewebe um die Luftröhre, später das Nierenfett (Corpus adiposum pararenale), später die Unterhaut in verschiedenen Körperregionen. Mit zunehmendem Alter lässt sich ein erhöhter Befall feststellen.
Der erste Nachweis des Parasiten erfolgte 1941 bei einem Kragenbär in Japan. Seitdem wurden sich auch beim Amerikanischen Schwarzbären beobachtet, besonders hohe Befallsraten haben die Tiere in Ontario und Minnesota. Die adulten Weibchen sind 117 bis 224 mm lang, die Männchen 51 bis 86 mm. Die Larven (Mikrofilarien) sind mit 185 bis 292 µm Länge sehr klein und verteilen sich im Blut von wo sie von den Kriebelmücken aufgenommen werden. Die Weiterentwicklung zur Larve 3 erfolgt in den Kriebelmücken, von dort werden sie beim Saugakt wieder auf Bären übertragen. Bei Bären verursacht der Parasit keine Gesundheitsschädigungen.